# Montbrun-Lauragais
Montbrun-Lauragais – miejscowość i gmina we Francji, w regionie Oksytania, w departamencie Górna Garonna.
Według danych na rok 1990 gminę zamieszkiwało 360 osób, a gęstość zaludnienia wynosiła 33 osób/km² (wśród 3020 gmin regionu Midi-Pireneje Montbrun-Lauragais plasuje się na 711. miejscu pod względem liczby ludności, natomiast pod względem powierzchni na miejscu 1022.).